# ایهور لئونوف
ایهور لئونوف (اوکراینی: Ігор Іванович Леонов؛ زادهٔ ۱۴ سپتامبر ۱۹۶۷) بازیکن فوتبال اهل اوکراین است.
از باشگاه‌هایی که در آن بازی کرده‌است می‌توان به باشگاه فوتبال سنت پولتن، باشگاه فوتبال ماریوپول، باشگاه فوتبال متالورگ دونتسک، باشگاه فوتبال تاوریا سیمفروپول، باشگاه فوتبال شاختار دونتسک، باشگاه فوتبال وولگار آستراخان، باشگاه فوتبال سویوز-گازپروم ایژوسک، و باشگاه فوتبال زوریا لوهانسک اشاره کرد.